# بطين ثالث

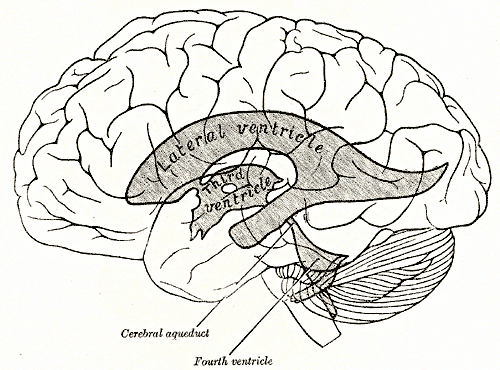
رسم يوضح العلاقة بين البطينات وسطح المخ

البطين الثالث هو أحد أربعة تجاويف متصلة معا ومملوءة بالسائل النخاعي لتؤلف الجهاز البطيني للمخ. يمثل البطين الثالث شق وسطي بين المهادين.
يمر بالبطين الثالث ألياف تصل بين المهادين تعرف بالالتصافة المهادية البينية.

## اتصالاته
يتصل البطين الثالث بالبطينين الوحشيين من خلال ثقوب مونرو البطينية البينية.
يتصل البطين الثالث بالبطين الرابع من خلال مسال سلفيوس المخي.

## حدوده
يحد البطين الثالث يمينا ويسارا المهاد وتحت المهاد. ويحده من الامام الصفيحة الانتهائية.

## أقسام الجهاز العصبي المركزي

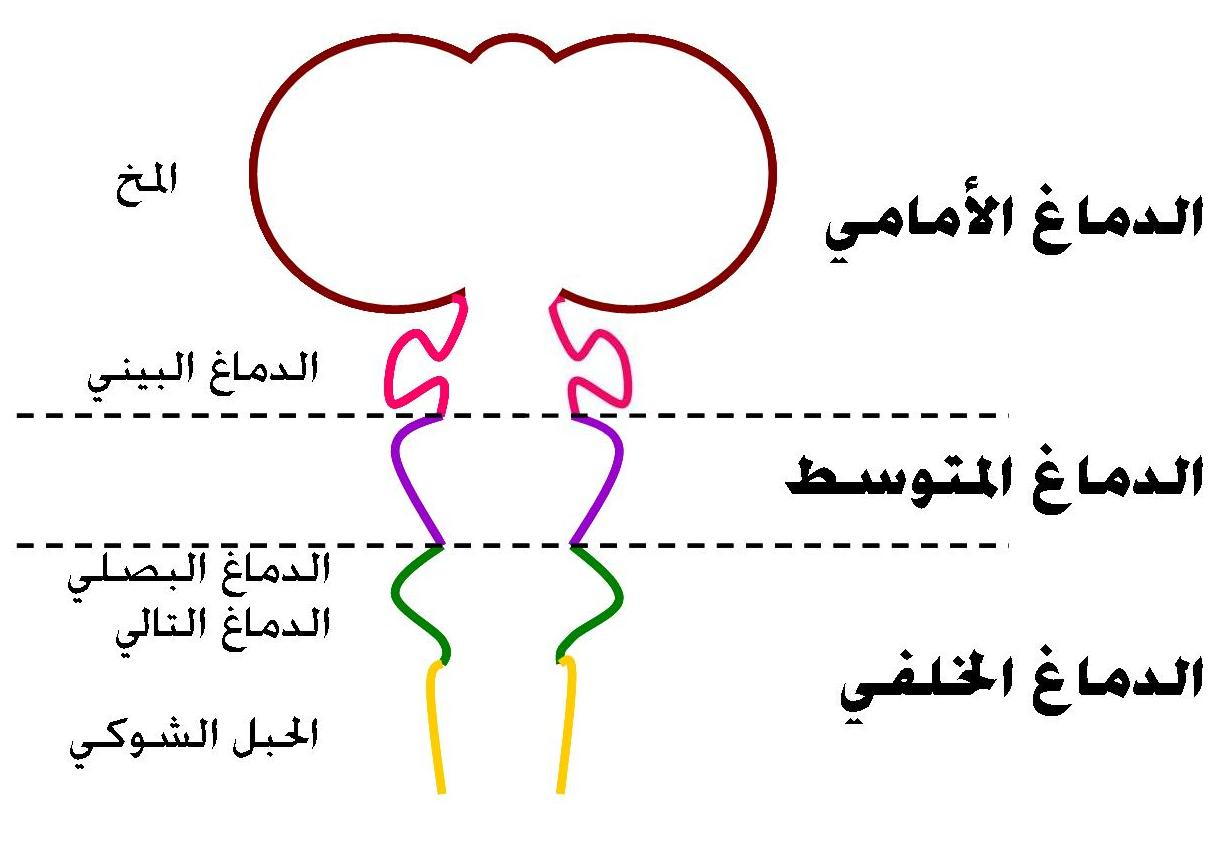
التكوين الجنيني للدماغ ويلاحظ الأقسام الرئيسية لدماغ الكائنات الفقارية

| جهاز عصبي مركزي | دماغ      | دماغ أمامي | الدماغ الانتهائي (المخ)                                                                  | دماغ شمي Rhinencephalon، أميغدالا = لوزة عصبية Amygdala، حصين، قشرة جديدة، بطينات جانبية                      | دماغ شمي Rhinencephalon، أميغدالا = لوزة عصبية Amygdala، حصين، قشرة جديدة، بطينات جانبية                      |
| جهاز عصبي مركزي | دماغ      | دماغ أمامي | دماغ بيني                                                                                | مهيد Epithalamus، مهاد، الوطاء أو تحت المهاد، مهاد تحتاني Subthalamus، غدة نخامية، غدة صنوبرية، البطين الثالث | مهيد Epithalamus، مهاد، الوطاء أو تحت المهاد، مهاد تحتاني Subthalamus، غدة نخامية، غدة صنوبرية، البطين الثالث |
| جهاز عصبي مركزي | دماغ      | دماغ متوسط | سقف (تشرح عصبي) Tectum، سويقة مخية Cerebral peduncle، برتيكتوم Pretectum، المسال الدماغي | سقف (تشرح عصبي) Tectum، سويقة مخية Cerebral peduncle، برتيكتوم Pretectum، المسال الدماغي                      | |
| جهاز عصبي مركزي | دماغ      | دماغ خلفي  | دماغ تالي                                                                                | المخيخ، الجسر                                                                                                 | |
| جهاز عصبي مركزي | دماغ      | دماغ خلفي  | دماغ بصلي                                                                                | النخاع المستطيل                                                                                               | |
| جهاز عصبي مركزي | نخاع شوكي |            |                                                                                          | | |